# Football Club Sion
Football Club de Sion é um clube de futebol da Suíça, fundado em 1909 na cidade de Sion.

## Elenco atual
Última atualização: 18 de março de 2025.

## Títulos
- 02 Campeonatos Suíços: 1991-92, 1996-97.
- 13 Copas da Suíça: 1965, 1974, 1980, 1982, 1986, 1991, 1995, 1996, 1997, 2006, 2009, 2011 e 2015.
- 01 Segunda Divisão Suíça: 2023-24.

## Rivalidades
- Dérby: FC Sion X Servette FC[3]

- Dérby: FC Sion X Lausanne Sports[4][5][6]
- Dérby: FC Sion X Neuchâtel Xamax[7]